# Прошу слова
«Прошу слова» — советский двухсерийный художественный фильм 1975 года, снятый на киностудии «Ленфильм».

## Сюжет
Руководитель старинного провинциального города Златограда Елизавета Андреевна Уварова превыше всего ставит проблемы жителей города, всю душу вкладывает, в частности, в проект будущего моста, который должен соединить историческую и промышленную части города. Муж поддерживает Елизавету Андреевну, однако для него её производственные проблемы — это не то, чему следует приносить в жертву благополучие собственной семьи. Для коллег их личные дела тоже важнее служебных, а правительство не даёт денег на строительство. Все сложности работы председателя горисполкома подкашивают Уварову, хотя та никак не показывает слабости. Уварова готова действовать, даже если для этого потребуются дополнительные силы и время.
Талантливому провинциальному писателю, уже ставящему свои пьесы в Москве, не удаётся убедить её поставить свой спектакль в Златограде. Советского руководителя не устраивает, что автор полностью сосредотачивается на описании недостатков общества, и при этом отказывается предлагать какие-либо пути решения.
Смерть сына не в силах сломить чувство долга Уваровой перед обществом: сразу после похорон, с кладбища, она спешит в свой рабочий кабинет решать неотложные дела.

## В ролях
- Инна Чурикова — Елизавета Андреевна Уварова, председатель горисполкома.
- Николай Губенко — Сергей, муж Елизаветы Андреевны.
- Виталий Жабовский — Юра, сын Уваровых.
- Катя Волкова — Лена, дочь Уваровых.
- Леонид Броневой — Пётр Васильевич Алтухов, бывший председатель горисполкома.
- Дмитрий Бессонов — Спартак Иванович, помощник Уваровой.
- Валентина Ковель — Татьяна, секретарь Уваровой.
- А. Самсонов — Веня, шофёр.
- Вадим Медведев — Владимир Викентьевич, главный архитектор города.
- Леопольд Большов — заместитель главного архитектора.
- Николай Сергеев — Степан Трофимович Бушуев, старый большевик.
- Александра Охитина — Бушуева, жена Степана Трофимовича.
- Владимир Казаринов — Гриша, старый большевик.
- Константин Тягунов — Иван, старый большевик.
- Василий Шукшин — Фёдор, местный драматург (озвучивает Игорь Ефимов).
- Владимир Ляхов — Данилов, начальник СМУ.
- Николай Пеньков — Волков, начальник ЖЭКа.

## Музыка в фильме
Танго и фокстрот «Сильва» исполняет Леонид Утёсов и его оркестр. В фильме звучат песни «Битлз»: «Ob-La-Di, Ob-La-Da», «From Me to You», «She Loves You».

## Съёмки
Съёмки фильма проходили во Владимире, в кадре неоднократно появляются Успенский и Дмитриевский соборы, Площадь Фрунзе, улица Егорова.

## Награды
- «Юбилейный приз» фестиваля на XX МКФ Карловых Варах, ЧССР (1976).
- Почётный диплом на МКФ цветного кино в Барселоне, Испания (1977).

## Критика
Инна Чурикова совершенно гениальна в роли предгорисполкома Елизаветы Уваровой — «железной леди» провинциального разлива. Идея фильма пришла режиссеру Глебу Панфилову, когда ему рассказали о женщине, которая схоронила сына и сразу с кладбища пошла проводить совещание. Тогда он понял, что мечты партии вывести принципиально новую человеческую особь стали явью. Фильм, снятый в 1975 году, показал хорошую, целеустремленную героиню, которая радеет за страну и дело, но при этом впервые заговорил о расчеловеченности режима, где официальная идея вытеснила любое чувство. Замечательно играют Николай Губенко, Леонид Броневой, Василий Шукшин— киновед Валерий Кичин, «Российская Газета», 2004 год